# Régiment de Normandie
Le régiment de Normandie est un régiment d'infanterie du royaume de France créé en 1615.

## Création et différentes dénominations
- 16 août 1615 : création du régiment du maréchal d’Ancre
- 16 août 1616 : renforcé par incorporation du régiment de Boniface
- 1617 : renommé régiment de Normandie
- 7 octobre 1691 : 15 compagnies du régiment contribuent à la formation du régiment de Noailles
- 25 mars 1776 : dédoublé, ses 1er et 3e bataillons formant le régiment de Neustrie
- 1er janvier 1791 : renommé 9e régiment d’infanterie de ligne

## Équipement

### Drapeaux
12 drapeaux dont un blanc colonel et 11 d'ordonnances tous jaunes et croix blanches

Drapeau d’ordonnance
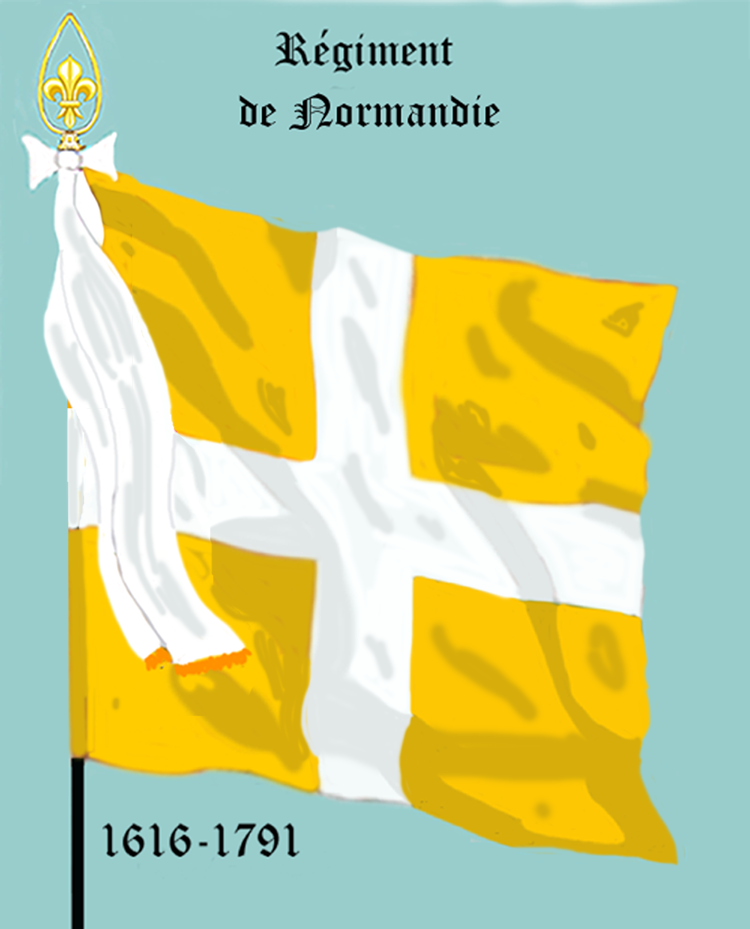
Régiment de Normandie de 1616 à 1791

### Habillement

Uniformes
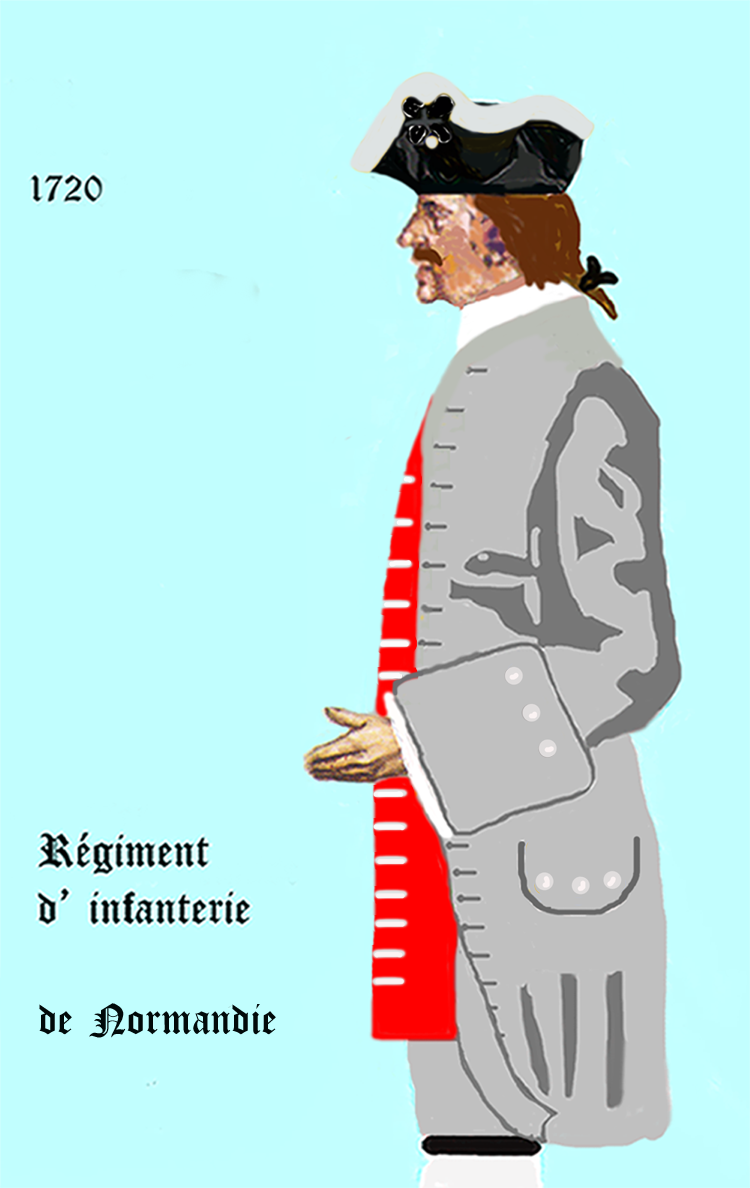
régiment de Normandie de 1720 à 1734
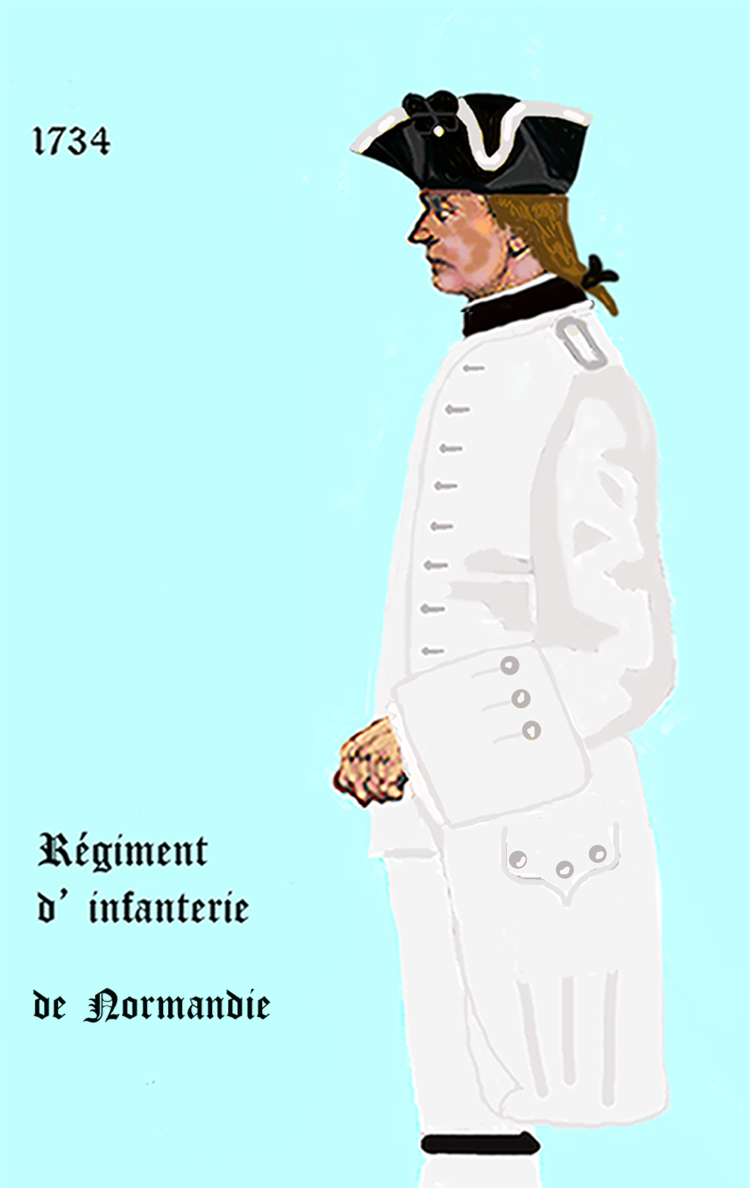
régiment de Normandie de 1734 à 1757
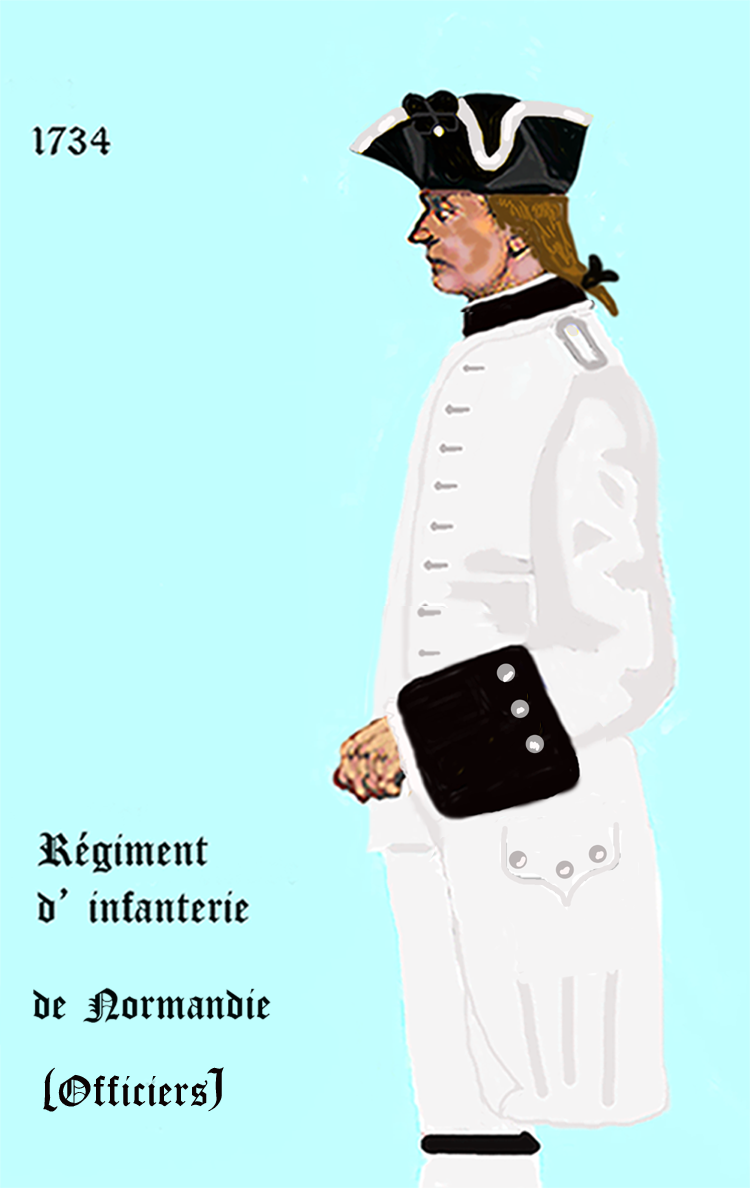
officier du régiment de Normandie de 1734 à 1757
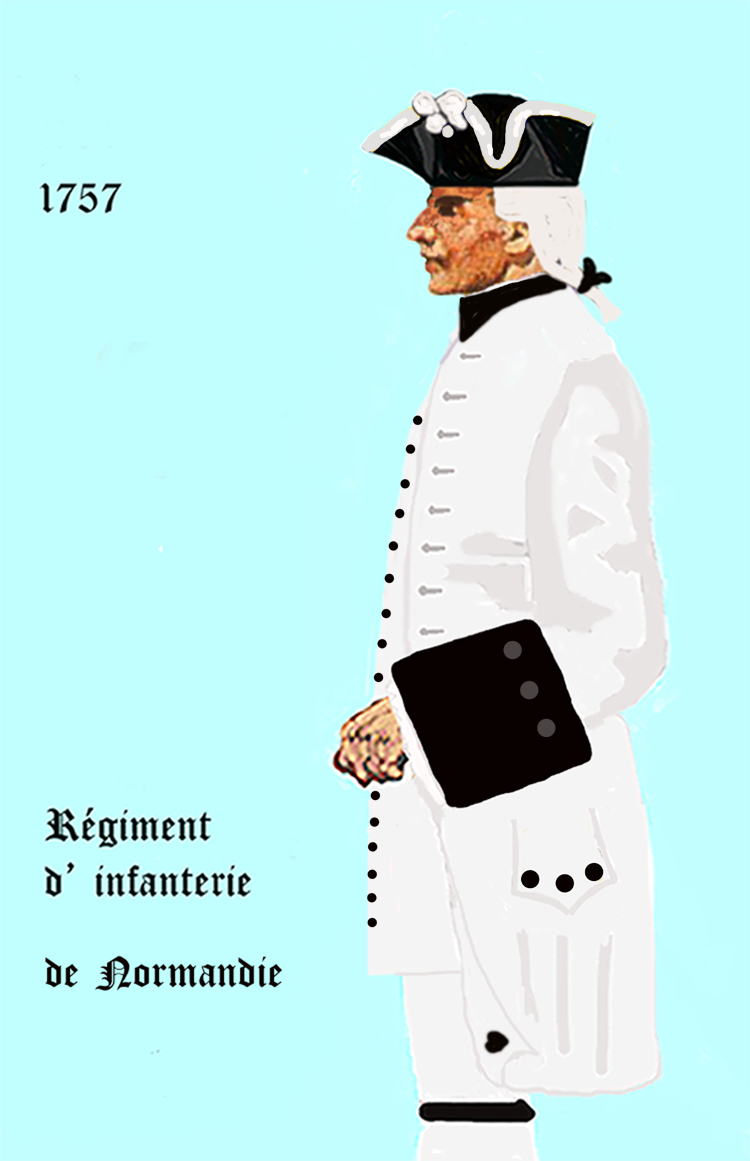
régiment de Normandie de 1757 à 1762
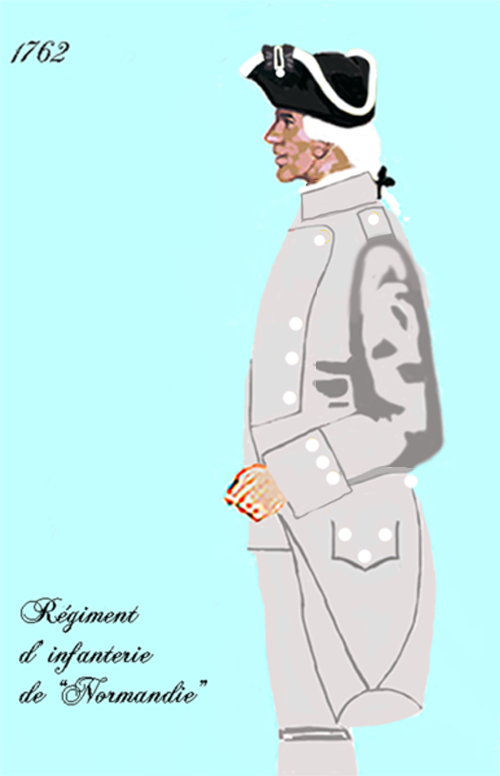
régiment de Normandie de 1762 à 1767

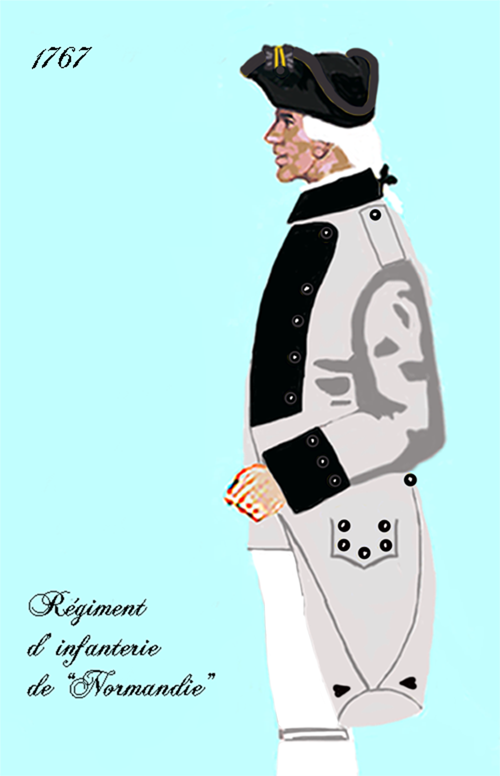
régiment de Normandie de 1767 à 1776
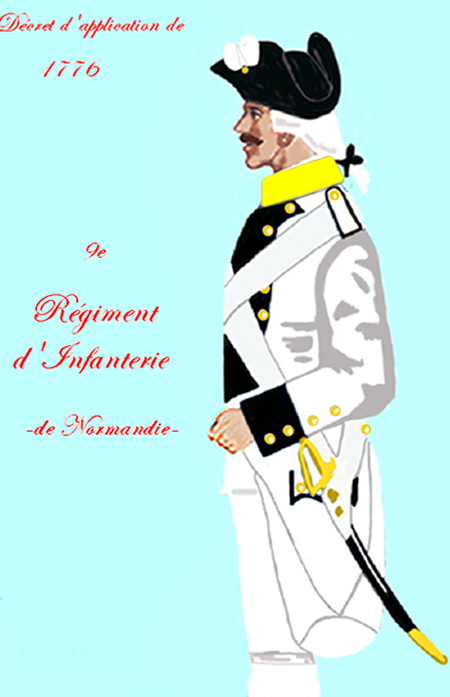
régiment de Normandie de 1776 à 1779
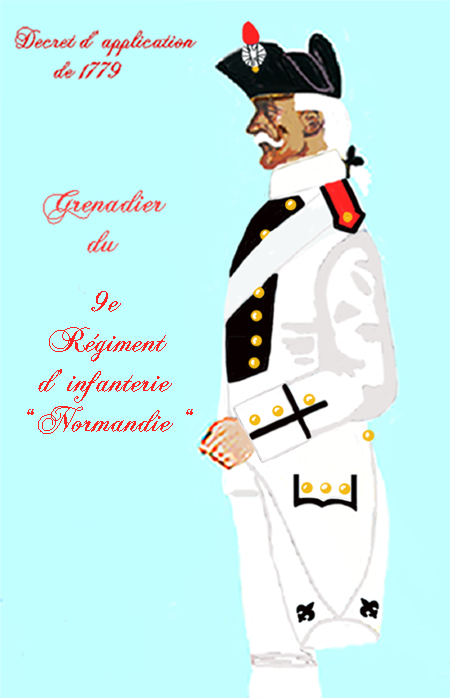
régiment de Normandie de 1779 à 1791
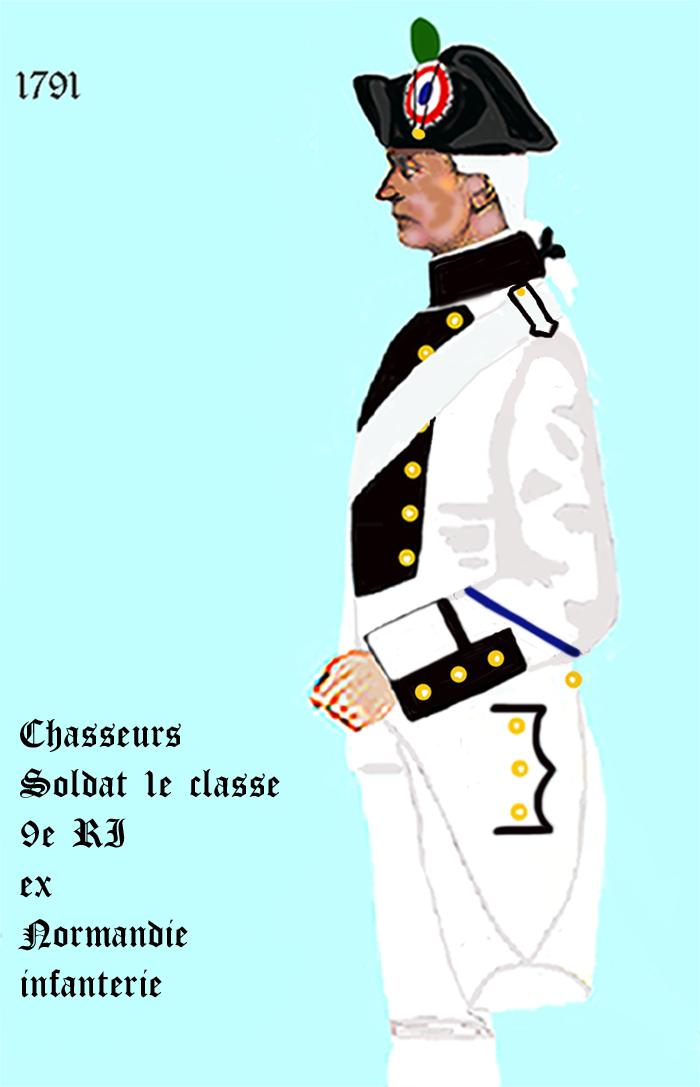
9e régiment d’infanterie de ligne de 1791 à 1793

## Historique

### Colonels et mestres de camp
- 1er mars 1574 : Jean d’Hémery de Villers
- 26 avril 1594 : N. Boniface de La Môle

Régiment du maréchal d’Ancre
- 16 août 1615 : Concino Concini, marquis d’Ancre, maréchal de France par état du 18 novembre 1613, † 24 avril 1617
- 10 mai 1616 : Henri-Concini, comte de La Pesne, fils du précédent

Régiment de Normandie
- 16 mai 1617 : Honoré d’Albert, duc de Chaulnes, maréchal de France par état du 6 décembre 1619, † 30 octobre 1649
- 19 avril 1627 : Achille de Longueval, comte de Manicamp, maréchal de camp le 11 janvier 1636, lieutenant général le 30 octobre 1646
- 28 février 1643 : Louis de Buade-Palluau, comte de Frontenac, maréchal de camp le 16 août 1646, † 28 novembre 1698
- juillet 1653 : Antoine de Gobelin, marquis de Brinvilliers
- 15 mai 1657 : Étienne de La Palud, comte de Bouligneux
- 27 mars 1674 : Louis, comte de Guiscard, brigadier le 15 février 1689, maréchal de camp le 19 octobre 1690, lieutenant général le 30 mars 1693, † 10 décembre 1720
- mars 1691 : Jean Georges de Guiscard, comte de La Bourlie

- 1er mars 1700 : Anne Auguste de Montmorency, comte d’Esterre, prince de Robecque, brigadier le 10 février 1704, maréchal de camp le 29 mars 1710, lieutenant général le 30 mars 1720, † 27 octobre 1745
- février 1713 : Pierre Charles Regnauld, comte d’Angennes
- 15 novembre 1717 : Philippe-Charles, marquis de La Fare, brigadier le 1er janvier 1716, maréchal de camp le 10 avril 1720, lieutenant général le 1er août 1734, maréchal de France par état du 19 novembre 1746, † 14 septembre 1752
- 28 octobre 1721 : Charles Paul Sigismond de Montmorency-Luxembourg, duc de Boutteville, puis de Châtillon, brigadier le 20 février 1734, maréchal de camp le 1er mars 1738, lieutenant général le 13 août 1744, † 28 février 1769
- 26 juillet 1737 : Daniel Marie Anne de Talleyrand-Périgord, marquis de Talleyrand
- 11 mai 1745 : Gabriel-Marie de Talleyrand-Périgord, comte de Périgord
- 26 juillet 1753 : Louis Nicolas de Perusse, chevalier, puis marquis d’Escars, brigadier le 10 février 1759
- 1er février 1762 : Louis-Pierre de Chastenet, comte de Puységur
- 5 juin 1763 : Charles Louis Texier d'Hautefeuille, comte d'Hautefeuille
- 13 avril 1780 : René Louis, marquis de Sainte-Hermine
- 10 mars 1788 : Pierre Michel, comte de Lambertye
- 5 février 1792 : Jean François Louis Picault Desdorides

### Composition
Régiment du Maréchal d’Ancre
- 16 mai 1616 : 20 compagnies

Régiment de Normandie
- 3 août 1624 : compagnies portées à 200 hommes
- 26 mai 1626 : compagnies réduites à 60 hommes
- 4 juillet 1633 : compagnies portées à 100 hommes
- 8 juillet 1635 : porté à 30 compagnies
- 15 septembre 1684 : réduit à un bataillon de 15 compagnies ordinaires et d’une ou deux compagnie(s) de grenadiers
- mars 1687 : augmenté d’un bataillon, tous les bataillons étant de 15 compagnies ordinaires et d’une compagnies de grenadiers, toutes de 45 hommes
- 20 août 1688 : augmenté de 40 compagnies de garnison de 35 hommes
- 30 septembre 1688 : porté à 135 compagnies de 50 hommes
- octobre 1689 : porté à 189 compagnies
- 10 décembre 1691 : bataillon de campagne modifié à 13 compagnies ordinaires et une de grenadiers
- octobre-novembre 1692 : 13 compagnies de garnison du régiment de Normandie sont employées à la formation de compagnies de campagne dans de nouveaux régiments
- janvier 1693 : 13 compagnies de garnison du régiment de Normandie sont employées à la formation de compagnies de campagne dans de nouveaux régiments
- 1715 : 3 bataillons et 12 compagnies de garnison
- 10 novembre 1733 : formation d’un 4e bataillon

D'après l'Ordonnance du Roi du 8 janvier 1737, le régiment était composé de 159 officiers en pied et de 4 bataillons, soient 2 040 soldats.
- 18 novembre 1746 : formation d’un 5e bataillon
- 20 décembre 1748 : suppression du 5e bataillon
- 25 mars 1776 : 2 bataillons après dédoublement

### Campagnes et batailles
Le régiment est formé le 16 août 1615 à Amiens, à partir des vieilles bandes de Normandie qui gardaient sa citadelle, par Concini, maréchal d’Ancre.
Plusieurs compagnies du régiment de Normandie sont transférées dans le régiment de Foix, le 13 septembre 1684, lors de sa création.
- Rébellions huguenotes
  - 1621 :
    - Siège de Saint-Jean-d'Angély
    - Siège de Montauban
- 1622 : Siège de Montpellier, Siège de Saint-Antonin
- En 1708, il se trouve au siège de Tortose, où il monte plusieurs gardes de tranchée avec les régiments de Périgord et de La Couronne.
- 1745 : prend part à la bataille de Fontenoy.
  - 8-9 mai 1745 : au siège de Tournay, un magasin de poudre saute dans la tranchée par suite de l’imprudence d’un soldat ; le marquis de Talleyrand, colonel de Normandie, et 80 soldats sont tués

Lors de la réorganisation des corps d'infanterie français de 1762, le régiment conserve ses quatre bataillons.
L'ordonnance arrête également l'habillement et l'équipement du régiment comme suit :
Habit et veste de drap blanc piqué de bleu, culotte de tricot gris-blanc; parements, revers et collets de pannes noires, pattes en travers garnies de trois boutons, trois sur la manche, cinq au revers et quatre en dessous : boutons blancs, collés et mastiqués sur buis, forme plate, avec le no 5. Chapeau bordé d'argent.
Le 18 décembre 1772, le détachement du régiment qui avait été envoyé à l'île de France est incorporé dans le régiment de l'Île-de-France.
Lors de la réorganisation des corps d'infanterie français du 26 avril 1775 Normandie conserve ses 4 bataillons.

### Quartiers
- 1744 : Marsal
- 1770-1771 : Givet

## Mémoire et traditions

### Personnalités ayant servi au régiment
- Charles Henri Louis Chevalier, lieutenant au régiment de Normandie.
- François Benjamin Deschamps, alors soldat et qui deviendra chef de bataillon du 2e bataillon de volontaires de Paris.
- Alexandre Guy Aldon Hennequin de Villermont, capitaine de grenadiers au régiment de Normandie.
- Robert de Boulainvilliers, capitaine au régiment de Normandie.
- François de Touchebœuf, capitaine dans le régiment de Normandie.
- Charles Gabriel de Touchebœuf, capitaine de Grenadiers au régiment de Normandie le 17 novembre 1758.
- Jean-François de Touchebœuf, capitaine au régiment de Normandie jusqu'au 7 novembre 1743.
- Jean François du Monard, capitaine au régiment de Normandie le 28 février 1771.

### Sources et bibliographie
- Pierre Lemau de La Jaisse, Cinquième abrégé de la carte générale du militaire de France, sur terre et sur mer, (Paris), 1738, 109 p. (lire en ligne).
- Chronologie historique-militaire, par M. Pinard, tomes 2, 3, 4, 5, 6 et 8, Paris 1760, 1761, 1761, 1762, 1763 et 1778
- Histoire de l’infanterie française, par le lieutenant-colonel Belhomme, tomes 1, 2 et 3, Paris, Henri Charles-Lavauzelle